# Archidiecezja Goa i Damanu
Archidiecezja goańska i damańska (łac. Archidioecesis Goana et Damanensis, port. Arquidiocese de Goa e Damão) – archidiecezja Kościoła rzymskokatolickiego z siedzibą w Starym Goa w Indiach, położona na zachodnim wybrzeżu. Miejscowi ordynariusze noszą honorowy tytuł patriarchy Indii Wschodnich.

## Historia
Początki obrządku łacińskiego na terenie Indii związane są z portugalską ekspansją kolonialną. Goa i sąsiednie terytoria znalazły się na początku XVI w. pod jurysdykcją diecezji Funchal (1514), która obejmowała pierwotny obszar zamorskich posiadłości Portugalii. 31 stycznia 1533 r. papież Klemens VII bullą Romani Pontificis Circumspectio erygował metropolię Funchal, w której skład, oprócz archidiecezji metropolitalnej, weszły nowo utworzone sufraganie Santiago de Cabo Verde oraz Goa. Terytorium diecezji Goa obejmowało rozległy obszar od Przylądka Dobrej Nadziei po Chiny i Japonię. Akt ten znalazł potwierdzenie w bulli Aequum reputamus Pawła III.
4 lutego 1558 r. diecezja Goa i Damanu została podniesiona do rangi archidiecezji bullą Etsi sancta Pawła IV. Jej sufraganiami zostały wydzielone z jej terytorium diecezje koczińska i malakkańska.
Papież Grzegorz XIII w brewe z 13 grudnia 1572 r. nadał arcybiskupom Goa tytuł prymasów Wschodu (Primaz do Oriente).
W kolejnych latach z terytorium archidiecezji wydzielono następujące jednostki kościelne:
- 23 stycznia 1576 – diecezja Makau;
- 21 stycznia 1612 – administratura apostolska Mozambiku (obecnie archidiecezja Maputo);
- 1637 – wikariat apostolski Idalcan-Bijapuru-Dekanu (obecnie archidiecezja bombajska);
- 1 września 1886 – diecezja Damanu.

Staraniem Portugalczyków, jako swego rodzaju rekompensatę za utratę prawa patronatu (Padroado) w Indiach Brytyjskich, arcybiskupi Goa otrzymali tytuł patriarchy Indii Wschodnich (1886). Stanowiło to zakończenie tzw. schizmy goańskiej, której widownią była archidiecezja od 1832 r., kiedy to Stolica Apostolska ustanowiła niezależny od metropolii Goa wikariat apostolski Madrasu, a następnie wikariaty apostolskie Cejlonu, Kalkuty (1834), Puttuczczeri (1836) i Maduraju (1838).
1 maja 1928 r. na mocy bulli Inter Apostolicam zostały połączone archidiecezja Goa i diecezja Damanu, tworząc archidiecezję Goa i Damanu. Arcybiskupom Goa i Damanu przysługiwał odtąd także honorowy tytuł arcybiskupów Cranganore (obecne Kodungallur), dawnej archidiecezji rzymskokatolickiej (1599-1838).
19 września 1928 r. z terytorium archidiecezji wydzielono diecezję Belgaum jako sufraganię archidiecezji Bangalore.
Po wyłączeniu spod jej jurysdykcji Goa i Damanu diecezji Makau oraz diecezji Dili 1 stycznia 1976 r. archidiecezja goańska utraciła status metropolii i znalazła się pod bezpośrednim zwierzchnictwem Stolicy Apostolskiej.
25 listopada 2006 r. papież Benedykt XVI reaktywował metropolię Goa i Damanu, podporządkowując jej diecezję Sindhudurg.

## Terytorium
Archidiecezja obejmuje następujące terytoria Indii: stan Goa oraz terytorium związkowe Dadra, Nagarhaweli, Daman i Diu.

## Biskupi i arcybiskupi

### Biskupi Goa
- Francisco de Mello (31 stycznia 1533 – 27 kwietnia 1536)
- João de Albuquerque, OFM (11 kwietnia 1537 – 28 lutego 1553)
  - sede vacante (1553-1558)

### Arcybiskupi Goa
- Gaspar de Leão Pereira (4 lutego 1558 – 1567)
- Jorge Temudo, OP (13 stycznia 1567 – 29 kwietnia 1571)
- Gaspar de Leão Pereira (19 listopada 1572 – 15 sierpnia 1576) – po raz drugi
- Henrique de Távora e Brito, OP (29 stycznia 1578 – 17 maja 1581) – wcześniej biskup kocziński
- Vicente de Fonseca, OP (31 stycznia 1583 – 1586)
- Mateus de Medina, OCarm. (19 lutego 1588 – 29 lipca 1593) – wcześniej biskup kocziński
- Aleixo de Menezes(inne języki), OSA (13 lutego 1595 – 19 marca 1612) – także gubernator Indii Portugalskich; następnie arcybiskup Bragi, a także wicekról Portugalii
- Cristovão da Sá e Lisboa, OSH (12 listopada 1612 – 31 marca 1622) – wcześniej biskup malakkański
- Sebastião de São Pedro, OSA (7 października 1624 – 7 listopada 1629) – wcześniej biskup São Tomé de Meliapore (obecne Mylapore) i Koczinu
- Manoel Telles, OP (10 lutego 1631 – 4 lipca 1633)
- Francisco dos Martyres, OFM (3 grudnia 1635 – 25 listopada 1652)
  - sede vacante (1652-1671)
- Cristovão da Silveira, OSA (22 grudnia 1670 – 9 kwietnia 1673)
- António Brandão, OCist. (17 grudnia 1674 – 6 lipca 1678) – potem gubernator Indii Portugalskich
- Manoel de Sousa e Menezes (19 sierpnia 1680 – 31 stycznia 1684)
- Alberto de São Gonçalo da Silva (18 marca 1686 – 10 kwietnia 1688)
- Agostinho da Annunciação, OMJC (6 marca 1690 – 6 lipca 1713)
- Sebastião de Andrade Peçanha (16 grudnia 1715 – 25 stycznia 1721) – także gubernator Indii Portugalskich
- Inácio de Santa Teresa, OSA (3 lutego 1721 – 19 grudnia 1740) – następnie ordynariusz diecezji Faro z tytułem arcybiskupa ad personam
- Eugénio Trigueiros, OSA (19 grudnia 1740 – 22 kwietnia 1741) – wcześniej biskup Makau
- Lourenço de Santa Maria e Melo, OFM Ref. (26 listopada 1742 – 17 stycznia 1750) – następnie ordynariusz diecezji Faro z tytułem arcybiskupa ad personam
- António Taveira da Neiva Brum da Silveira (19 stycznia 1750 – 11 grudnia 1773) – także gubernator Indii Portugalskich
- Francisco da Assumpção e Brito, OSA (20 grudnia 1773 – 23 czerwca 1783) – wcześniej biskup Olindy
- Manuel de Santa Catarina, OCD (18 lipca 1783 – 10 lutego 1812) – wcześniej biskup kocziński
- Manuel Santo Galdino, OFM (10 lutego 1812 – 15 lipca 1831) – wcześniej biskup Makau
  - sede vacante (1831-1843)
- José Maria da Silva Torres, OSB (19 czerwca 1843 – 22 grudnia 1848)
  - sede vacante (1848-1861)
- João Crisóstomo de Amorim Pessoa, OFM (22 marca 1861 – 17 listopada 1874) – wcześniej Santiago de Cabo Verde, potem arcybiskup Bragi)
- Aires de Ornelas de Vasconcelos (23 lipca 1874 – 28 listopada 1880) – wcześniej biskup Funchal
- António Sebastião Valente (4 sierpnia 1881 – 25 stycznia 1908) – pierwszy patriarcha Indii Wschodnich
- Matheus de Oliveira Xavier (26 lutego 1909 – 1 maja 1928) – wcześniej biskup kocziński, następnie ordynariusz goański z tytułem arcybiskupa Goa i Damanu

### Biskupi Damanu
- António Pedro da Costa (14 marca 1887 – 30 stycznia 1900)
- Sebastião José Pereira (23 lipca 1900 – 4 sierpnia 1925) – wcześniej ordynariusz prałatury terytorialnej Mozambiku
  - sede vacante (1925-1928) – tytuł biskupów Damanu wraz z honorowym tytułem arcybiskupów Cranganore przeszedł na arcybiskupów Goa

### Arcybiskupi Goa i Damanu
- Matheus de Oliveira Xavier (1 maja 1928 – 19 maja 1929) – wcześniej z tytułem arcybiskupa Goa
- Teotonio Emanuele Ribeira Vieira de Castro (25 maja 1929 – 16 maja 1940) – wcześniej biskup São Tomé de Meliapore
- José da Costa Nunes (11 grudnia 1940 – 16 grudnia 1953) – wcześniej biskup Makau, potem wicekamerling i kardynał
- José Vieira Alvernaz (nominowany 16 września 1953 – 22 grudnia 1975) – wcześniej biskup kocziński
  - Francisco Xavier da Piedade Rebello (1966-1972) – administrator apostolski, wcześniej biskup pomocniczy archidiecezji Goa i Damanu z tytułem biskupa Tipasa in Mauretania
- Raul Nicolau Gonsalves (30 stycznia 1978 – 16 stycznia 2004) – obecnie arcybiskup senior
- Filipe Neri Ferrão, od 12 grudnia 2003 r. – wcześniej biskup pomocniczy archidiecezji Goa i Damanu z tytułem biskupa Vanariona

## Główne świątynie

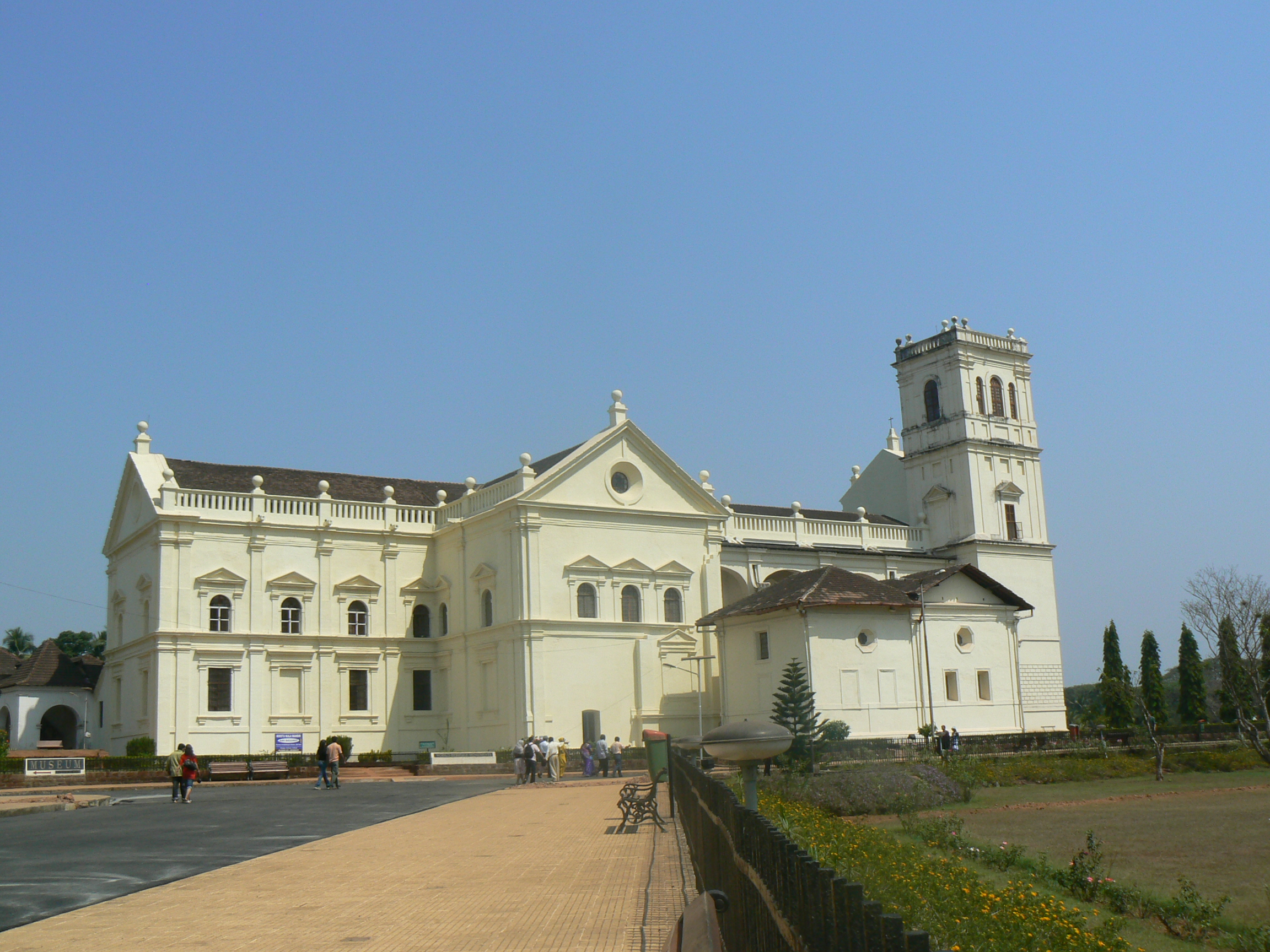
Archikatedra św. Katarzyny w Starym Goa
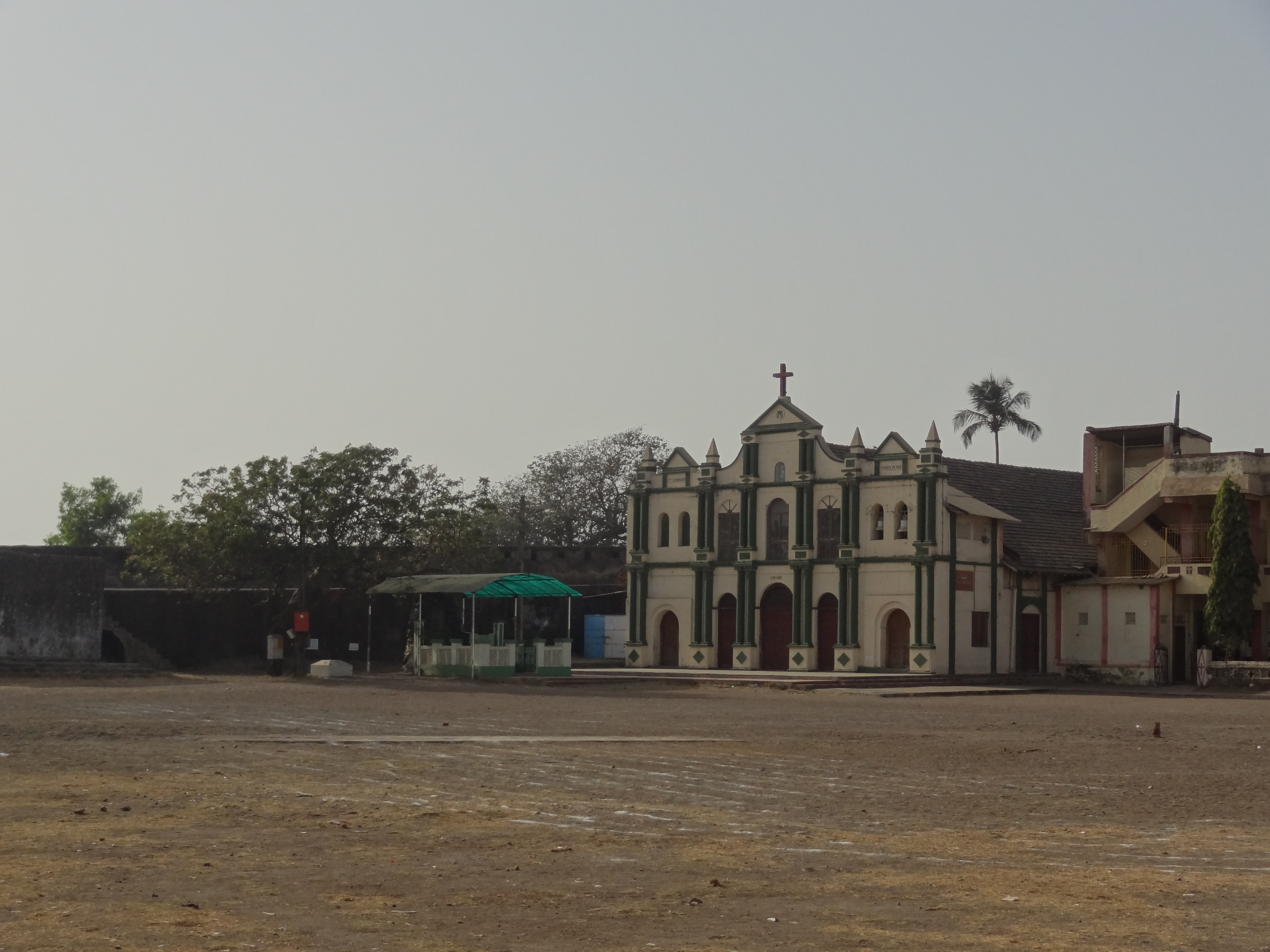
Sanktuarium Matki Boskiej, Naszej Pani Morza (Our Lady of the Sea) w Damanie
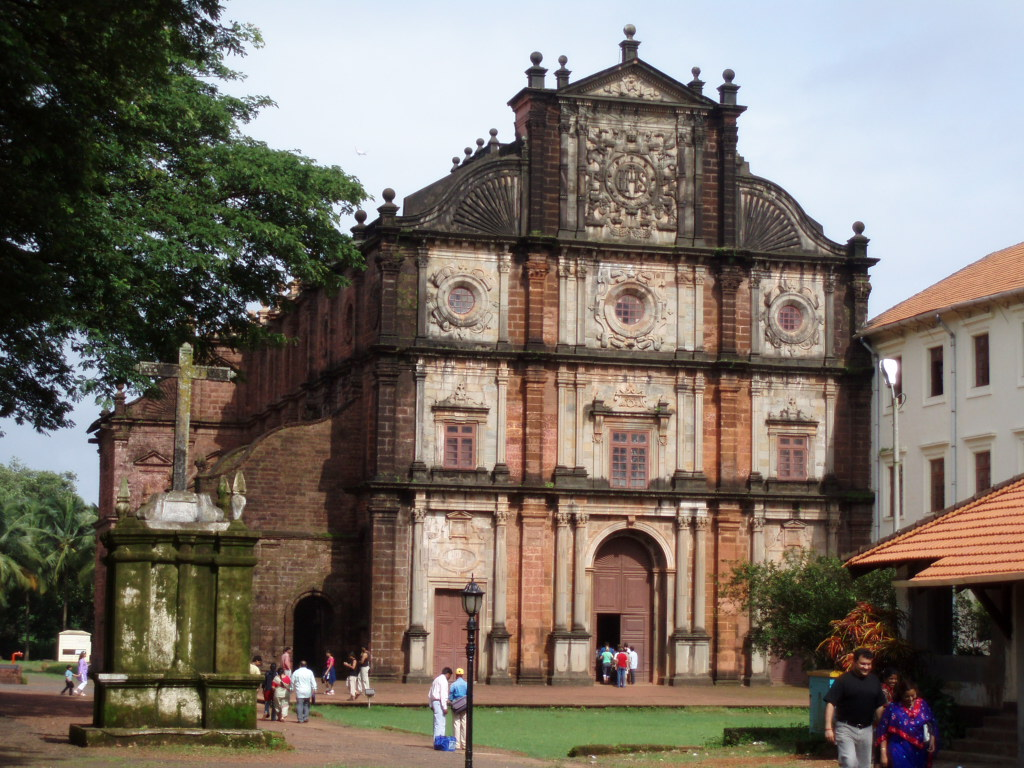
Bazylika Bom Jesus w Starym Goa
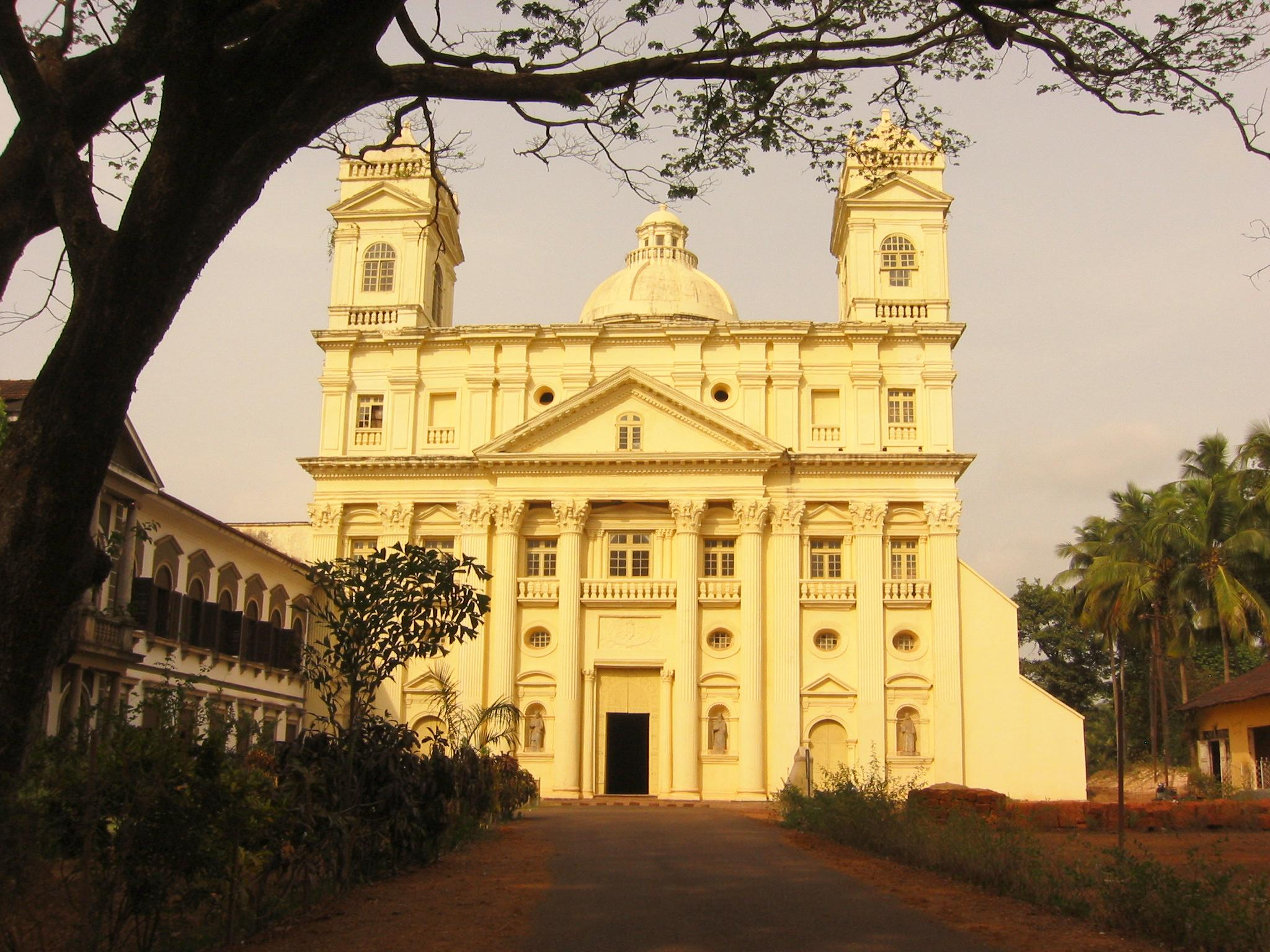
Kościół św. Kajetana (Opatrzności Bożej) w Starym Goa